# Stazione di Bibbona Casale
La stazione di Bibbona Casale era una fermata ferroviaria posta sulla linea Pisa-Roma. Serviva il comune di Bibbona.

## Storia
Costruita ai margini della frazione La California, la fermata venne soppressa il 16 aprile 2003. Risultava già impresenziata nel 1999 insieme ad altre 11 stazioni su quel tratto di linea.

## Strutture e impianti
La fermata disponeva di un fabbricato viaggiatori a due piani, adibito ad abitazione privata, e di due banchine serventi i due binari di corsa. Erano inoltre presenti una piccola tettoia per il ricovero dei viaggiatori durante le intemperie e un sottopassaggio comprendente percorso per portatori di handicap.